# Выборгский собор францисканского монастыря
Выборгский собор францисканского монастыря — несохранившийся католический храм в городе Выборге. Построен в XV веке, закрыт в XVI веке, разобран в XVIII веке.

## История
Монастырь ордена францисканцев был основан в Выборге во второй половине XIV века. Первоначально деревянные монастырские постройки страдали от пожаров, поэтому в 1440-50-х годах здания были перестроены в камне. Одним из монастырских сооружений была школа, в которой позже разместился рыцарский дом; известность получил выборгский крендель, выпекавшийся в монастырской пекарне. Впервые монастырский храм францисканцев упоминается в 1403 году.
Исследователями отмечается продуманность расположения монастырских зданий средневекового Выборга. Если на северном берегу мыса расположился монастырь францисканцев, то на южном берегу — монастырь доминиканцев. Расположенные у противоположных сторон мыса монастыри фланкировали подступы к Выборгскому замку с восточной стороны, что предполагает наличие оборонительных функций до строительства каменных городских укреплений. Несмотря на то, что храм францисканцев был позднее закрыт, треугольный каркас пространственно-планировочной структуры города оставался основой градостроительного развития Выборга по крайней мере до середины XVII века.
По цвету одежды горожане называли францисканцев «Серыми братьями», а доминиканцев — «Чёрными братьями». Соответственно, собор францисканского монастыря назывался «храмом Серых братьев». В 1486 году в нём состоялось заседание провинциального капитула Северных стран.
В ходе Реформации владения монастыря были секуляризованы, с 1541 здания монастыря не использовались и постепенно были разобраны на строительство Выборгской городской стены. Непродолжительный период времени бывший «храм Серых братьев» действовал в качестве приходской лютеранской церкви восточной части Выборга, но затем был закрыт. Остатки внушительного здания собора ещё в XVIII веке использовались при ремонте городских укреплений. Часть фундамента собора и развалины стены оказались во дворе дома № 10 по Краснофлотской улице (дома № 12 по Прогонной улице). Стилизованные руины средневековой стены на старинном фундаменте являются одной из городских достопримечательностей.

На плане XVII века изображён треугольник из соборов: францисканского (на севере), доминиканского (на юге) и кафедрального собора на западе
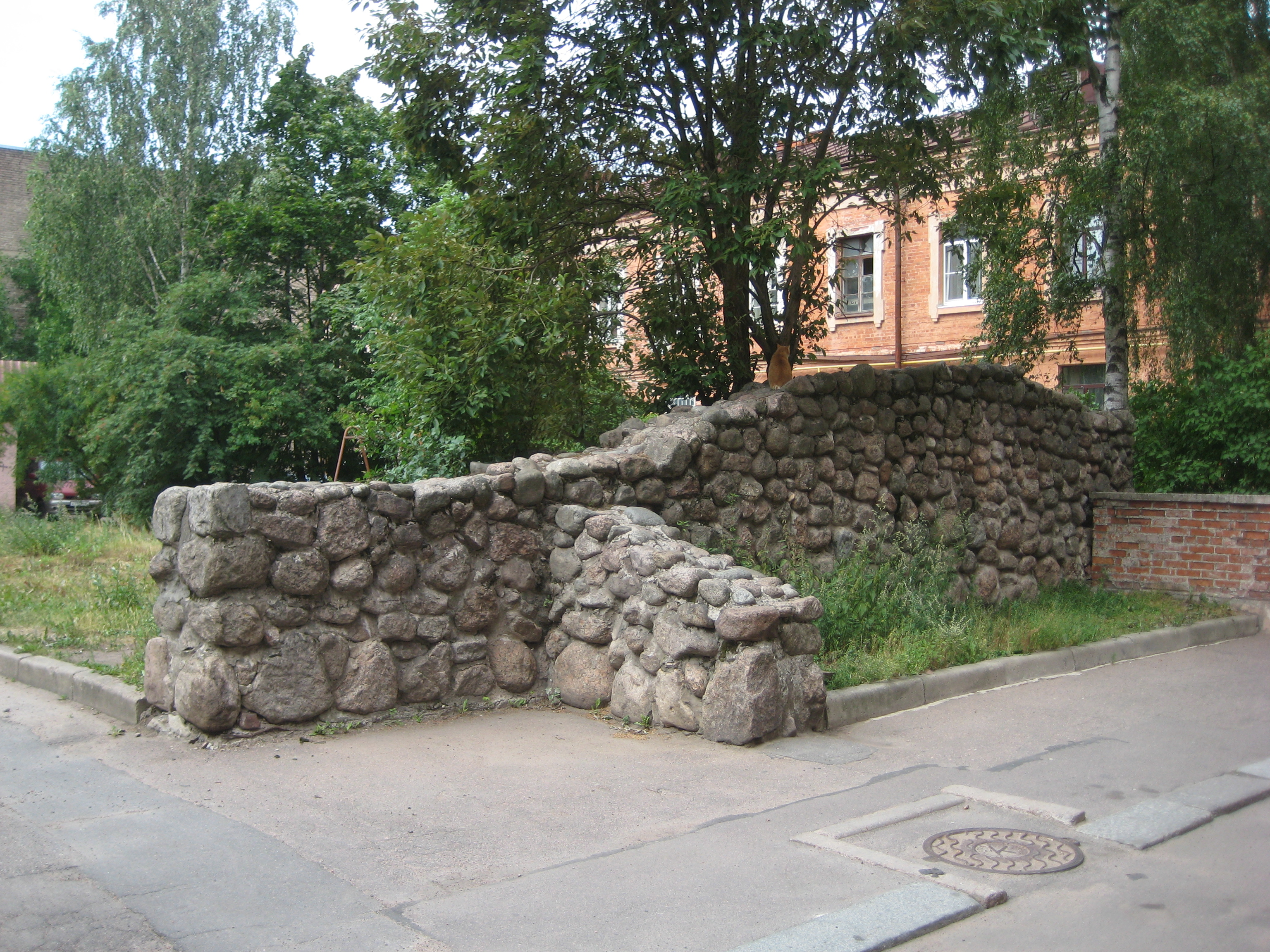
Стилизованные руины на старинном фундаменте монастыря